# Kommittén för Stockholmsforskning
Kommittén för Stockholmsforskning sedan 2014 Stockholmia – forskning och förlag (ursprungligen Stockholms stadskollegiums handbokskommitté, även Enheten för Stockholmsforskning eller kort Stockholmsforskningen) är en kommitté grundad av Stockholms stadskollegium 1936, och tillhör sedan 2007 Stockholms stads kulturförvaltning. Kommittén utger sedan grundandet bokserien Monografier utgivna av Stockholms stad.
Kommitténs uppdrag är att planlägga och initiera samt sedan 1950 även, på initiativ från bland andra borgarrådet Yngve Larsson, fördela ekonomiska medel för angelägen forskning om Stockholm. Inom kommittén bildades 1994  Stockholmia förlag.
Kommittén sammanträder tre gånger per år för att diskutera viktiga policyfrågor. Dagens (2014) kommitté består av före detta generaldirektör Gunnel Färm, professor Anna Götlind, förlagsexpert Agneta Lundin, Pelle Björklund, vd för Svenska Bostäder och Mats Hayen. 
Enhetschef är sedan 2014 docent Rebecka Lennartsson.

## Historik
Stockholmia – forskning och förlag tidigare Kommittén för stockholmsforskning har sitt ursprung i Stockholms stadskollegium Handbokskommitté, som inrättades av Stockholms stadskollegium 1936, på initiativ av sedermera riksarkivarien Bertil Boëthius och kulturborgarrådet Oscar Larsson. Uppgiften var att ombesörja utgivandet av en tvångslös serie monografier, där en av de första volymerna skulle utgöras av ett aldrig utgivet mindre uppslagsverk över Stockholms stad idag. Det inte adekvata namnet ändrades 1979 till Kommunstyrelsens kommitté för stockholmsforskning, i allmänt tal Stockholmsforskningen och 2014 till Stockholmia – forskning och förlag i syfte att tydliggöra dess två uppdrag. 
På initiativ av bland andra dåvarande finansborgarrådet Zeth Höglund och före detta borgarrådet Yngve Larsson beslutade stadsfullmäktige 1950 att ställa medel till förfogande till vetenskapligt forsknings- och utredningsarbete av värde för Stockholm. 1980 fick kommittén ett vidgat uppdrag genom att nu också ansvara för utdelande av dessa forskningsmedel.
Handbokskommitténs ledamöter 1936
- Gustaf Ahlbin, redaktör (ansvarig utgivare SvD)
- Nils Ahnlund, professor i historia
- Bertil Boëthius, stadsarkivarie
- Oscar Larsson, borgarråd, ordförande
- Fredrik Ström, redaktör, stadsfullmäktiges vice ordförande
- Sten Wahlund (statistiker)

Sekreterare fram till 1954 var stadssekreterare Joakim Garpe
Tidigare chefer för kommitténs kansli, från 1980 med titeln forskningssekreterare
- Joakim Garpe, stadssekreterare
- Nils Staf, stadsarkivarie
- Carl-Fredrik Corin, stadsarkivarie
- Göran Söderström, docent
- Klas Nyberg, docent
- Anders Gullberg, professor

Kommittén har under perioden 1991–1997 och sedan 2007 varit administrativt knuten till Stockholms kommuns kulturnämnd  och 1999–2007 dess stadsmuseinämnd. Övriga perioder sorterade kommittén direkt under stadskollegiet/kommunstyrelsen. Kansliet låg under de perioder stadsarkivarien var sekreterare i kommittén i Stockholms stadsarkiv på Kungsklippan 6 fram till 1972/73, därefter på Hantverkargatan 3, mellan åren 1981 till 1993 på Strömsborg, därefter på Serafimergränd 1 och från 2005 på Peter Myndes backe 3 för att från 2009 finnas inhyst i Stadsmuseets lokaler vid Ryssgården, Södermalm.

## Utgivna verk
Kommittén driver efter beslut i kommunstyrelsen 1994 egen förlagsverksamhet under namnet Stockholmia förlag. 
Enligt den 1980 första gången fastställda arbetsordningen för kommittén skall vid bedömningen om en skrift skall tas in i monografiserien inte endast arbetets vetenskapliga värde beaktas utan även dess tillgänglighet utöver en begränsad specialistkrets. De utgivna ofta väl illustrerade monografierna baserar sig på historisk forskning kring Stockholm, men omfattar även områden som konstvetenskap, socialmedicin, stadsplanering och sociologi. En särskild serie omfattar Stockholms olika stadsdelar, en annan arkitekter verksamma i Stockholm, en tredje Stockholms tekniska historia.
Till de klassiska verken hör nr. 24 Gunnar Inghe, Fattiga i folkhemmet. En studie av långvarigt understödda i Stockholm 1960 och nr. 26 Gustav Jonsson (Skå Gustav) och Anna-Lisa Kälvesten, 222 Stockholmspojkar. En socialpsykiatrisk undersökning av pojkar i skolåldern 1964. Till de tidiga monografier som givits ut i nya utgåvor hör bland annat nr.1 William William-Olssons befolkningsprognos, nr. 16 Birgit Gejvalls 1800-talets stockholmsbostad 1988, nr.23 Thomas Paulssons Den glömda staden 1959. Nr.50 Stockholms gatunamn under redaktion av Per Anders Fogelström och Nils-Gustaf Stahre har utkommit i en rad upplagor. Av senare verk har nr 199 Stockholm – en historia i kartor och bilder av Helena Friman och Göran Söderström hittills utkommit i tre upplagor.
På initiativ av Yngve Larsson (FP), Alf Grandien (H) och Hjalmar Mehr (S) år 1953 genomförde kommittén en stor satsning på att skildra stadens utveckling under de senaste hundra åren. Insatsen resulterade i sju volymer utgivna under åren 1958–1981.
Bland de regelbundna samarbetena märks serien Stockholms arbetsplatsområden med Centrum för Näringslivshistoria/Stockholms företagsminnen.
Fram till idag (sommaren 2012) har närmare 250 monografier utgivits och ett 30-tal titlar utanför monografiserien.

## Nutida verksamhet
Under senare år har framför allt tre forskningsområden prioriterats: Stockholms moderna politiska historia med särskilt anslag från kommunstyrelsen och med professor Torbjörn Nilsson som forskningsansvarig, Stockholms ekonomiska historia efter 1945 med docent Tom Petersson som forskningsansvarig samt Stockholmsregionens trafikfrågor under 1900-talet med professor Anders Gullberg som forskningsansvarig. Samtidigt stöds forskning inom ett brett register av humanistiska och samhällsvetenskapliga ämnen av intresse för Stockholm.